# Neureclipsis parvula
Neureclipsis parvula là một loài Trichoptera trong họ Polycentropodidae. Chúng phân bố ở miền Tân bắc.